# Diabetes de tipo 3c
La diabetes de tipo 3c (también conocida como diabetes pancreatogénica) es una diabetes secundaria a enfermedades pancreáticas, que afecta a las funciones exocrina y digestiva del páncreas.
Alrededor del 5-10% de los casos de diabetes en el mundo occidental están relacionados con enfermedades pancreáticas. La causa más frecuente es la pancreatitis crónica.

## Presentación
Los diabéticos de tipo 3c pueden sufrir las mismas complicaciones que otros tipos de diabetes (tipo 1 y tipo 2). Entre ellas se incluyen la retinopatía, la nefropatía, la neuropatía y las enfermedades cardiovasculares. Se recomienda a los pacientes con esta enfermedad que sigan las mismas pautas de reducción de riesgos que los demás diabéticos y que mantengan los niveles de azúcar en sangre lo más normales posible para minimizar cualquier complicación.

## Causa
Las causas son múltiples. Algunas de las que se han identificado son
- Enfermedad pancreática
- Resección pancreática
- Pancreatitis crónica (causada por insuficiencia exocrina, mala digestión y desnutrición).[3]
- Ausencia de genes del grupo E2F.[4]
- En 2021, Venturi informó de que el páncreas es capaz de absorber en gran cantidad cesio radiactivo (Cs-134 y Cs-137) provocando una pancreatitis grave y permanente con daño de las islas pancreáticas, y causando diabetes (pancreatogénica) (tipo 3c).[5] De hecho, la diabetes mellitus tipo 3c aumentó en la población contaminada, especialmente en niños y adolescentes, tras los incidentes nucleares de Fukushima y Chernóbil. Al mismo tiempo, en todo el mundo están aumentando las enfermedades pancreáticas, la diabetes y el radiocesio ambiental.

## Diagnóstico
| Criterios de diagnóstico para la diabetes de tipo 3c |
| --- |
| Criterios principales (todos deben cumplirse): |
| - Presencia de insuficiencia pancreática exocrina (según elastasa-1 fecal monoclonal o pruebas directas de función. - Imágenes pancreáticas patológicas: (mediante ecografía endoscópica, RMN o TC). - Ausencia de marcadores autoinmunes asociados a la diabetes melitus de tipo 1 1(autoanticuerpos).      |
| Criterios menores: |
| - Deterioro de la función de las células β - Ausencia de resistencia excesiva a la insulina (por ejemplo, medida por HOMA-IR). - Deterioro de la secreción de incretinas (por ejemplo, GIP) o de polipéptidos pancreáticos. - Niveles séricos bajos de vitaminas solubles en lípidos (grasas) (A, D, E o K). |

## Gestión
La enfermedad puede controlarse mediante muchos factores.

### Modificaciones del estilo de vida
Evitar las toxinas del organismo, como el alcohol y el tabaco, reduce la inflamación pancreática. Además, seguir una dieta rica en fibra y consumir cantidades normales de grasa puede ayudar. Se pueden administrar enzimas pancreáticas por vía oral. Mantener niveles suficientes de vitamina D también puede reducir los síntomas y ayudar a controlar mejor la enfermedad.

### Medicamentos
Pueden administrarse medicamentos como la insulina para reducir los niveles de azúcar en sangre. En el caso de glucemias no tan elevadas, pueden administrarse tratamientos orales en forma de píldora o cápsula.
Por lo general, las necesidades de insulina son menores que en la diabetes de tipo 1. Sin embargo, pueden surgir dificultades terapéuticas debido a que la hipoglucemia es una complicación frecuente, debido a la falta de células alfa.